# HMS Boadicea (1797)
Pour les articles homonymes, voir Boadicée.

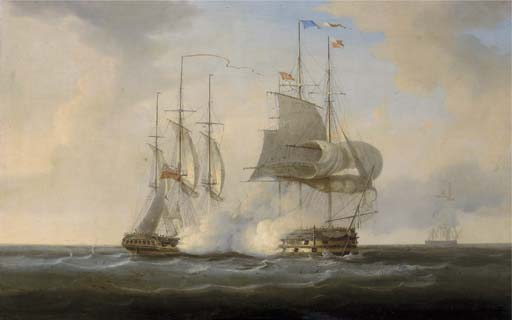
La rencontre entre le HMS Boadicea et les deux navires de guerre français Le Duquay-Trouin et le Guerrière, au 31 août 1803.

La Boadicea est une frégate de cinquième rang de la Royal Navy, en service pendant les guerres napoléoniennes. Lancée le 12 avril 1797, elle prit part à la conquête des Mascareignes en 1809-1810 et à la première guerre anglo-birmane en 1824-1826.